# Doctors For Choice Germany
Doctors for Choice Germany e.V. ist ein eingetragener Verein mit Sitz in Berlin. Es handelt sich um einen Zusammenschluss von Ärztinnen, Ärzten und weiteren medizinischen Fachkräften in Deutschland, der sich für den uneingeschränkten Zugang zu reproduktiver Gesundheitsversorgung und insbesondere für das Recht auf sichere Schwangerschaftsabbrüche einsetzt.
Die Gruppe engagiert sich außerdem für die wissenschaftlich fundierte Ausbildung von Medizinstudierenden und Ärzten in Bezug auf reproduktive Gesundheit. 
Die Organisation spricht sich für die Entkriminalisierung von Schwangerschaftsabbrüchen durch Streichung des Paragrafen 218 aus und setzt sich dafür ein, dass Abbrüche als reguläre medizinische Leistung anerkannt werden. Das Recht medizinischen Personals, die Mitwirkung an einem Schwangerschaftsabbruch zu verweigern, wird abgelehnt.

## Geschichte
Der Verein wurde im Jahr 2019 von  Alicia Baier und Leonie Kühn gegründet.
Die Gründung sei unter anderem eine Reaktion auf zwei zentrale Probleme beim Thema Abtreibung in Deutschland gewesen: Zum einen die immer schwieriger werdende Versorgungslage, zum anderen die nach wie vor vorhandene Regelung über § 218 des Strafgesetzbuches.

## Aktivitäten
Die Vereinsarbeit besteht u. a. aus Online-Fortbildungen, Projektarbeit, der Beteiligung an Aufklärungskampagnen und Öffentlichkeitsarbeit. Über Kampagnen, Bündnisarbeit und Petitionen sowie Öffentlichkeitsarbeit im Rahmen von Social Media wird zur Meinungsbildung der allgemeinen Öffentlichkeit, Fachgemeinschaft sowie der Politik beigetragen.
Der Verein fördert, oft in Zusammenarbeit mit den Medical Students For Choice, die sogenannten Papaya-Workshops, ein Konzept zur Modellierung eines Schwangerschaftsabbruches zu Lehrzwecken
Doctors For Choice unterstützt die Bereitstellung des telemedizinischen Schwangerschaftsabbruches -ein medikamentöser Schwangerschaftsabbruch, der mit ärztlicher Begleitung per Telefon oder Video-Sprechstunde durchgeführt wird. Die Patientin muss dafür nicht persönlich in eine Praxis oder Klinik gehen, sondern erhält Beratung und die notwendigen Medikamente auf telemedizinischem Weg.